# Paul Speck (Keramiker)
Paul Speck (* 10. Juni 1896 in Hombrechtikon; † 31. Juli 1966 in Zürich) war ein Schweizer Keramiker, Bildhauer und Plastiker.

## Leben und Werk
Paul Speck, Sohn eines Kaufmanns, war von 1914 bis 1923 Schüler des Malers und Bildhauers Stanislaus Stückgold in München. Zudem studierte er an der dortigen Debschitz-Schule und eröffnete 1919 mit einem Kollegen eine keramische Werkstatt. Als Keramiker war Speck ab 1924 an der Grossherzoglichen, ab 1927 an der Staatlichen Majolika-Manufaktur Karlsruhe tätig. 1926 erhielt Speck einen Lehrauftrag für Baukeramik an der Badischen Landeskunstschule und war ab 1929 hauptamtlicher Fachleiter für dekorative Plastik. Aus politischen Gründen wurde Speck auf Ende 1933 gekündigt.
In der Folge übersiedelte er nach Zürich und beschäftigte sich fortan mit figürlicher Plastik und Bildhauerei am Kunst am Bau. Mitte der 50er Jahre teilte Paul Speck mit dem befreundeten Bildhauer Pierino Selmoni im Tessin das Atelier. 1954 und 1962 nahm er an der Biennale di Venezia teil.

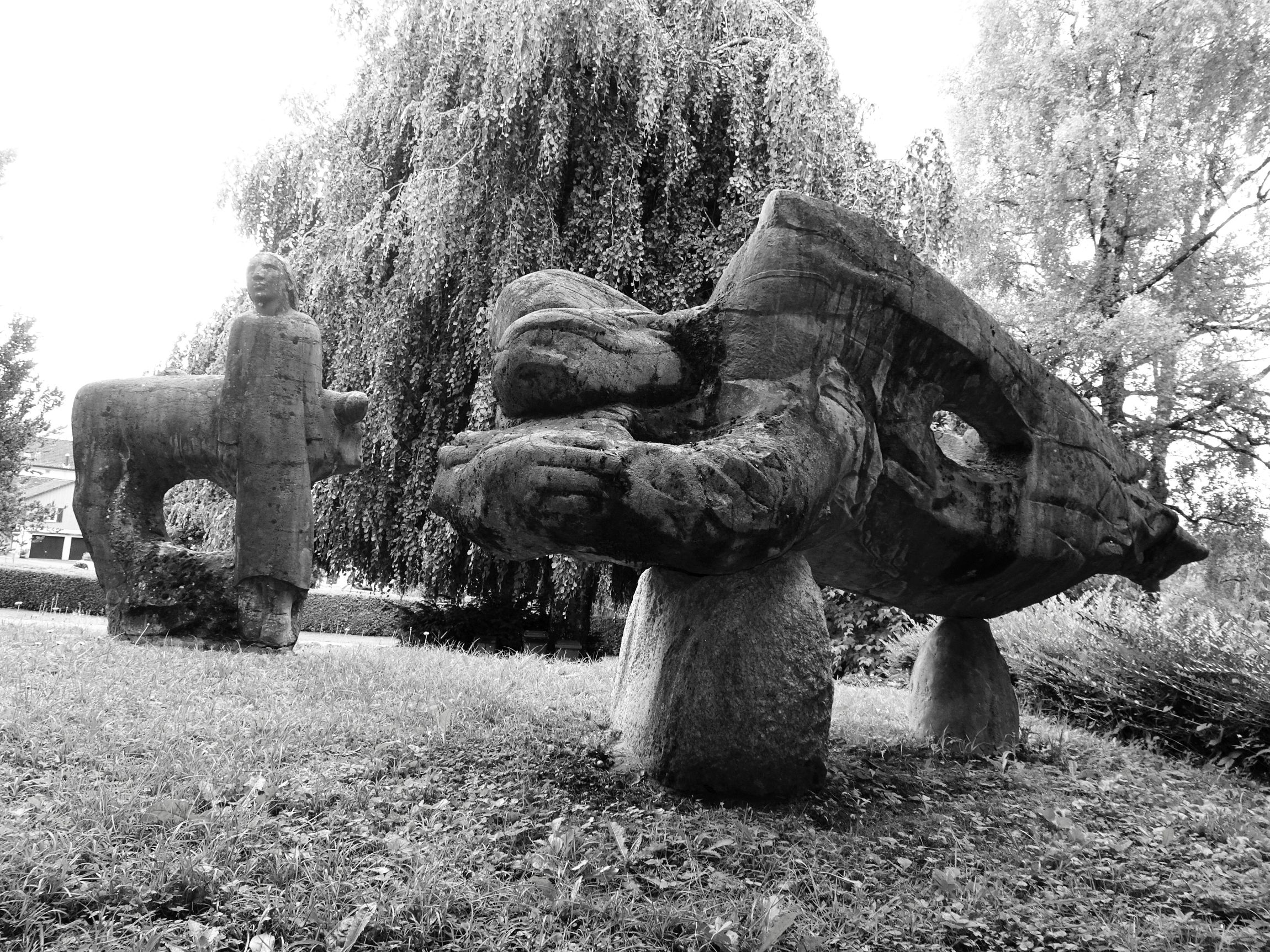
Friedhof Hombrechtikon. Figurengruppe, 1944–1949
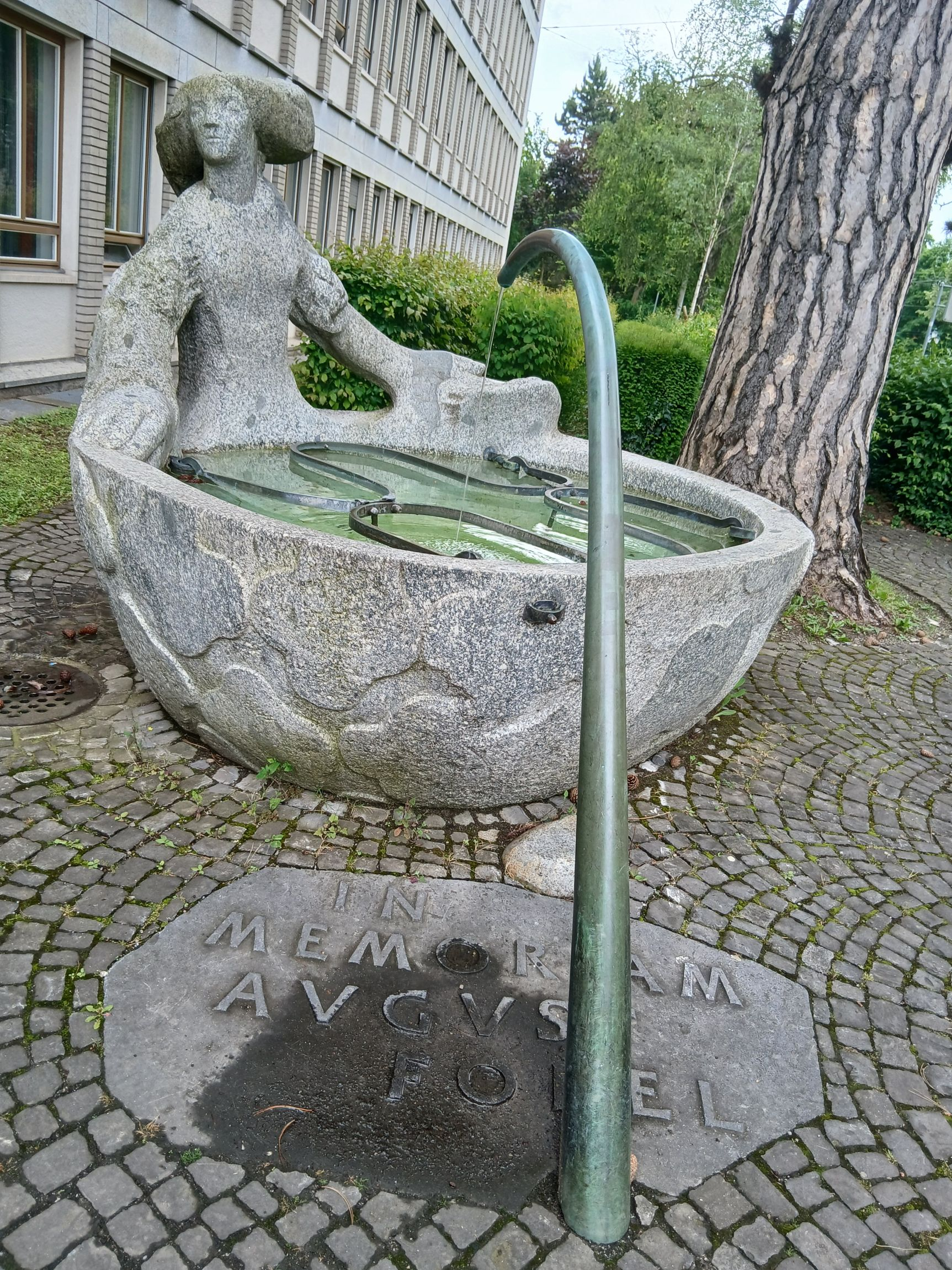
Auguste Forel Brunnen, 1946–1949
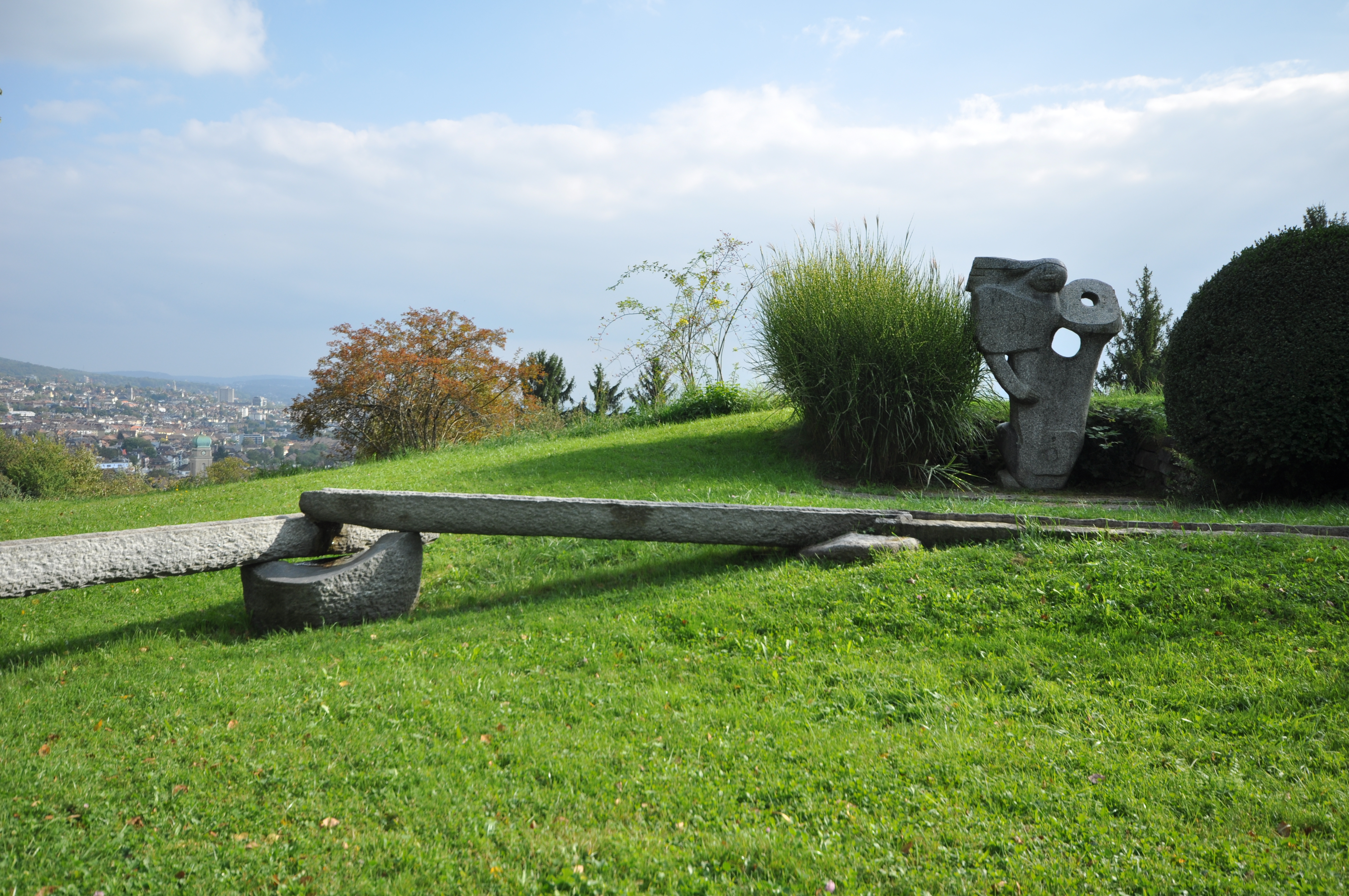
Kniende und Wasserkanäle, 1952–1957
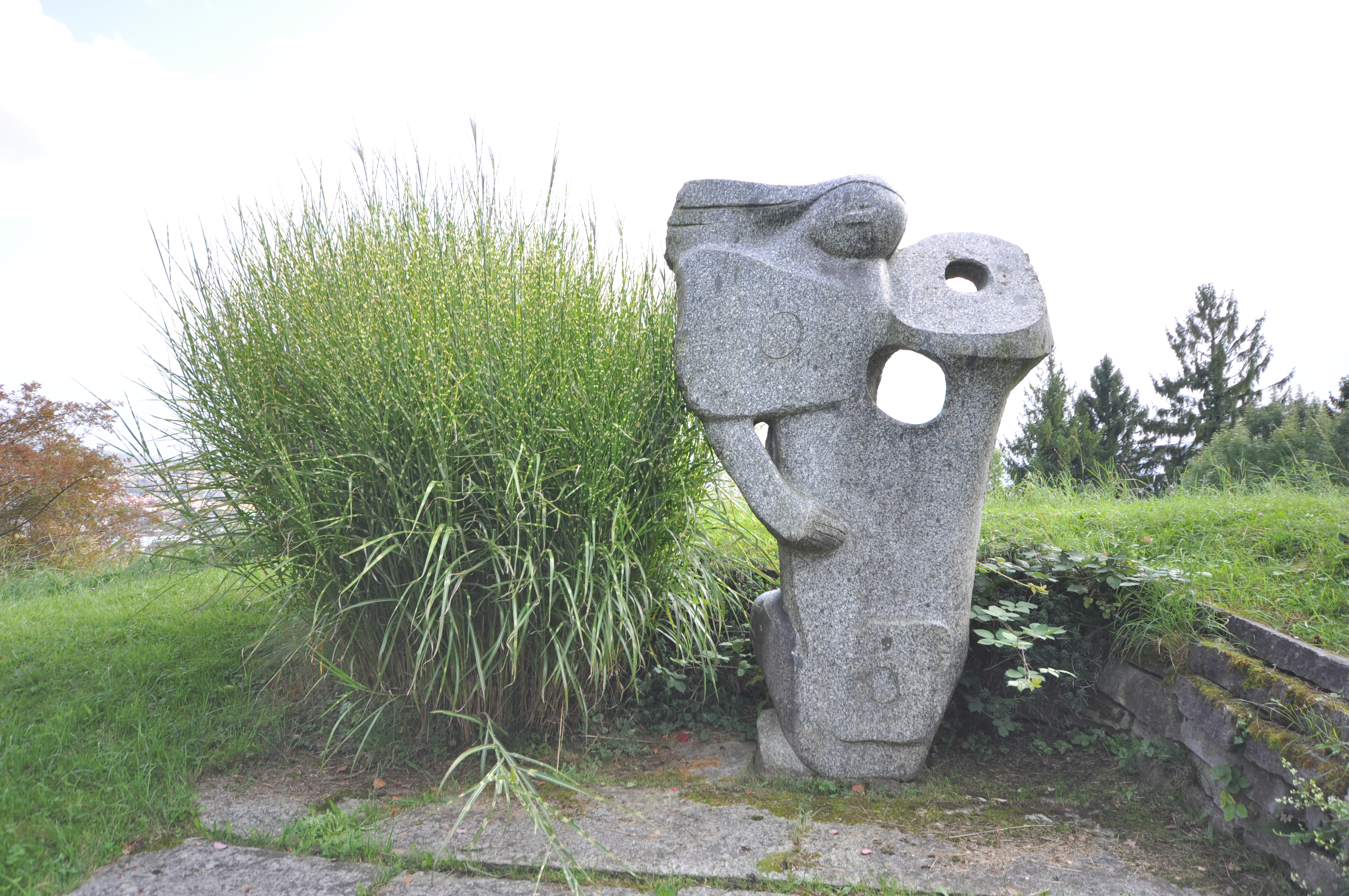
Kniende und Wasserkanäle, 1952–1957